# Conservatorium van Amsterdam

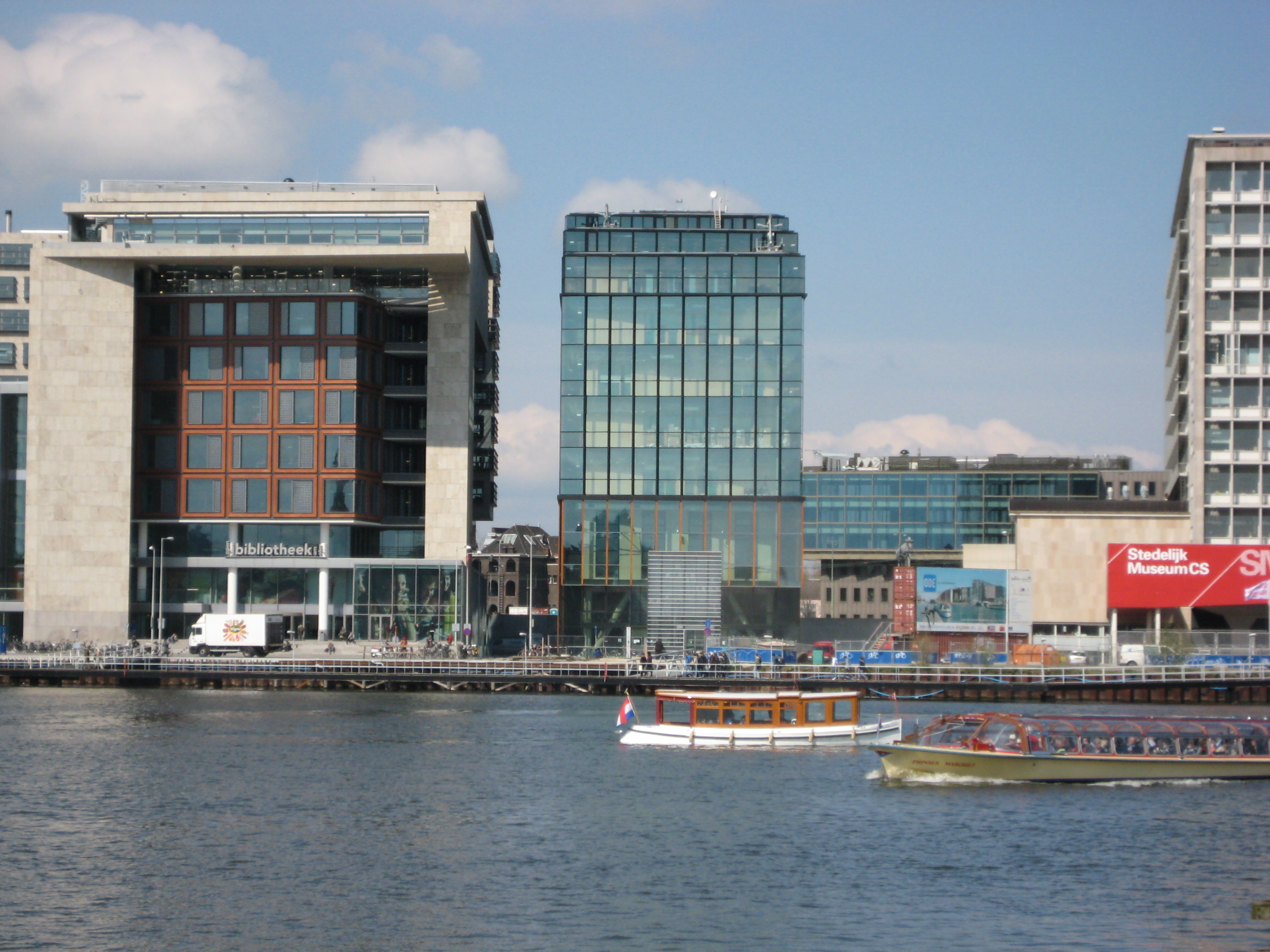
Conservatorium van Amsterdam (CVA), Bildmitte

Das Konservatorium von Amsterdam (niederländisch Conservatorium van Amsterdam (CvA)) ist die Musikhochschule von Amsterdam und als solche Teil der Amsterdamse Hogeschool voor de Kunsten.

## Geschichte
Sie entstand aus der Fusion mehrerer Vorgängerschulen. Das 1884 von den Komponisten Julius Röntgen, Frans Coenen und Daniel de Lange gegründete Amsterdamsch Conservatorium, das 1920 gegründete Conservatorium van de Vereniging Muzieklyceum und das Haarlems Muzieklyceum vereinigten sich 1976 zum Sweelinck Conservatorium. Dieses fusionierte 1994 mit dem Hilversums Conservatorium zum heutigen Amsterdamer Konservatorium. Untergebracht war es lange im ehemaligen Gebäude der Reichspostsparbank niederländisch Rijkspostspaarbank in der Van Baerlestraat in Amsterdam. Ende 2008 zog es in einen Neubau im Stadtbezirk Amsterdam-Centrum (Stadtteil: Oosterdokseiland, an der Oosterdokskade) nahe dem Bahnhof Amsterdam Centraal um, in die Nähe der Öffentlichen Bibliothek (ABO) und des Wissenschaftsmuseums Nemo. Der Neubau umfasst drei Konzertsäle (Bernard-Haitink-Saal mit 400 Sitzplätzen, Sweelinck-Saal mit 120 Sitzplätzen, Amsterdam-Blue-Note für Pop/Jazz mit 200 Sitzplätzen) und ein Theaterstudio (50 Sitzplätze). Der Architekt des Gebäudes ist Frits van Dongen.
Unterrichtsfächer sind klassische Musik, Jazz, Pop, Alte Musik, Oper und Musikpädagogik.

## Bekannte Lehrer (historisch)
- Jean-Baptiste de Pauw (1852–1924), Orgel und Klavier
- Bernard Zweers (1854–1924), Harmonielehre und Komposition
- Sarah Bosmans-Benedicts (1861–1949), Klavier-Dozentin
- Oskar Back (1879–1963), Violin-Dozent
- Sem Dresden (1881–1957), Kompositions-Dozent, ehemaliger Absolvent
- Willem Andriessen (1887–1964), Klavier, Kompositionslehre, ehemaliger Absolvent
- Rosy Wertheim (1888–1949), Klavier-Dozent, ehemalige Absolventin
- Felix Hupka (1896–1966), Dozent für Dirigieren und Gesang
- Jaap Spaanderman (1896–1985), Dirigat- und Klavier-Dozent, ehemaliger Absolvent
- Anthon van der Horst (1899–1965), Orgel-Dozent
- Albert de Klerk (1917–1998), Orgel-Dozent
- Herman Krebbers (1923–2018), Violin-Dozent
- Klaas Bolt (1927–1990), Orgel und Improvisation
- Piet Kee (1927–2018), Orgel-Dozent, ehemaliger Absolvent
- Gustav Leonhardt (1928–2012), Cembalo-Dozent
- Jerry van Rooyen (1928–2009), Kompositions-Dozent
- Peter Erős (1932–2014), Dirigat-Dozent
- Tera de Marez Oyens (1932–1996), Komposition (Hilversum), ehemalige Absolventin (Amsterdam)
- Jan Wijn (1934–2022), Klavier-Dozent
- Max van Egmond (* 1936), Gesangs-Dozent
- Charles van Tassel (1937–2013), Gesangs-Dozent
- Rudolf Jansen  (1940–2024), Pianist, Liedbegleiter, Absolvent
- Willem van Manen (1940–2024), Posaunen-Dozent
- Harry Sparnaay (1944–2017), Bassklarinetten-Dozent, Absolvent
- Vera Beths (* 1946), Violin-Dozentin, ehemalige Absolventin
- Ferdinand Povel (* 1947), Saxophon-Dozent
- Jaap ter Linden (* 1947), Gambist, Barockcellist
- Friedemann Immer (* 1948), Trompeten-Dozent
- Pieter van Dijk (* 1958), Orgel-Dozent
- António Chagas Rosa (* 1960), Kompositionslehre-Dozent
- Anouk Teeuwe (* 1975), Gesangs-Dozent Popabteilung

## Bekannte Absolventen
- Hendrik Andriessen (1892–1981), Komposition bei de Pauw und Zweers
- Majoie Hajary (1921–2017), Klavier
- Bernard Haitink (1929–2021), Violine
- Anneke Uittenbosch (1930–2023), Cembalo
- Jan Wijn (1934–2022), Klavier
- Bart Berman (1938), Klavier bei Jaap Spaanderman
- Rob van den Broeck (1940–2012), Jazz-Klavier
- Harry van der Kamp, (* 1947), Gesang
- Wolfgang Baumgratz (1948), Orgel
- Annemarie Roelofs (* 1955), Posaune
- Martin Classen (* 1957), Saxophone bei Ferdinand Povel, Komposition bei van Rooyen
- Bert Luttjeboer (1960–1995), Gesang
- Ludwig Frankmar (* 1960), Barockcello
- Jan Menu (* 1962), Saxophone
- Cosimo Stawiarski (* 1974), Violinist und Musikwissenschaftler
- Clemens van der Feen (* 1980), Jazz-Bass und klassischer Kontrabass
- Hester Groenleer (* 1980), Blockflöte
- Zosja El Rhazi (* 1981), Jazzgesang
- Christian Pabst (* 1984), Jazz-Klavier
- Karsu Dönmez (* 1990), Gesang, Piano